# Louis Krages (Unternehmer)

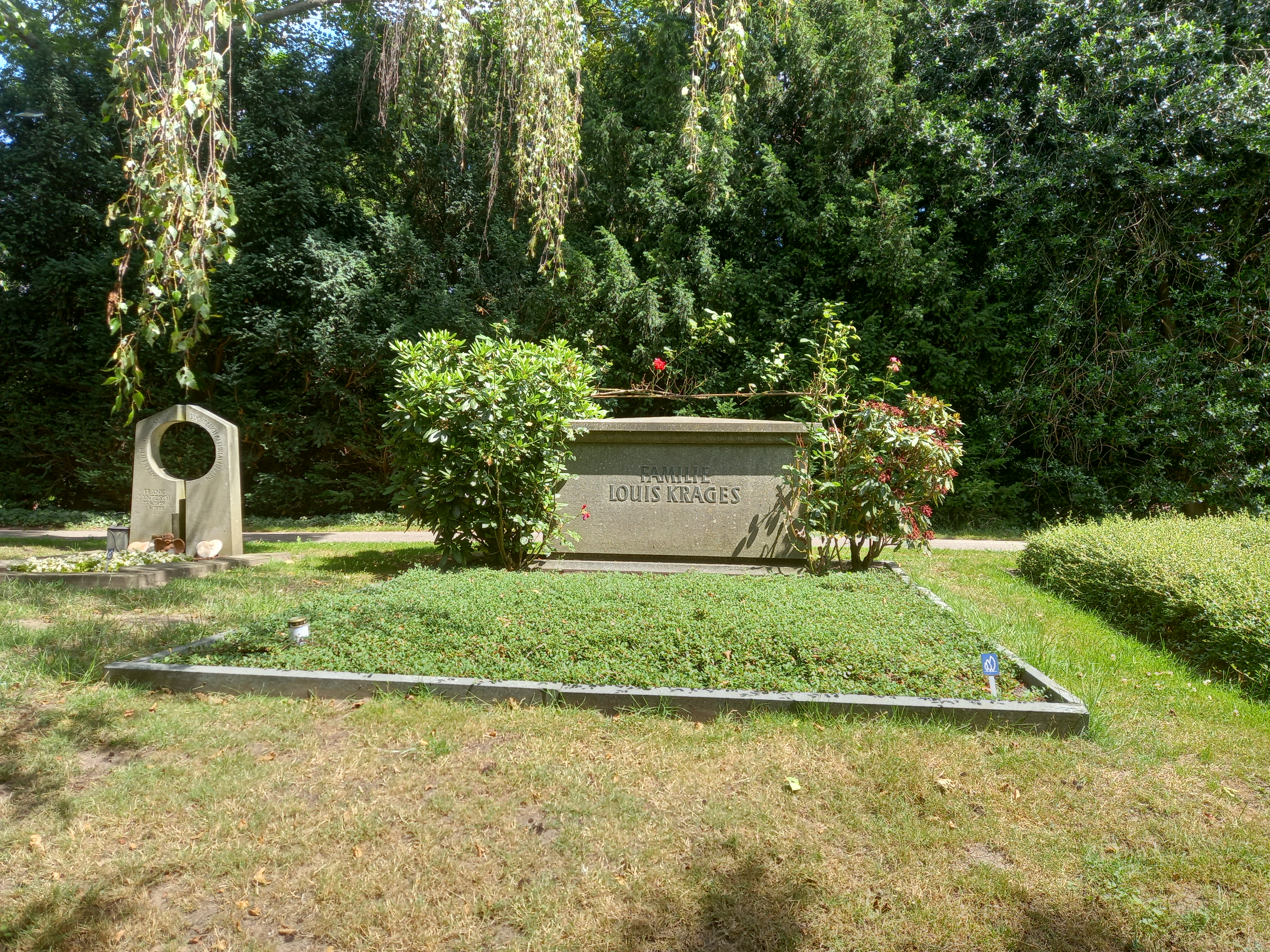
Das Grab von Louis Krages auf dem Riensberger Friedhof in Bremen

Louis Krages (* 29. Juli 1875 in Bremen; † 15. Mai 1955 in Bremen) war ein deutscher Kaufmann im Holzhandel.

## Biografie
Krages war der Sohn des Küpermeisters Louis Krages (* 1847; † 8. Dezember 1918 in Bremen) und dessen Frau Catharine Krages, geb. Behrens (* 1854; † 9. Oktober 1933 in Bremen). Er absolvierte eine Banklehre und war dann im Holzhandel tätig. Am 1. Juli 1901 war er Mitgründer der Holzimporteure Krages & Zenker. 1912 baute das Unternehmen in Bremen im Industrie- und Handelshafen ein Hobelwerk. Krages gründete und kaufte nach dem Ersten Weltkrieg mehrere Hobelwerke und Holzhandlungen und baute seinen Konzern auf zu europäischem Rang. Im Zweiten Weltkrieg wurden weite Teile seiner Firmenanlagen zerstört und er begann erfolgreich mit dem Wiederaufbau seines Holzimperiums.

Krages baute und bewohnte seit 1925 die denkmalgeschützte Villa Landhaus Krages in Bremen - Horn-Lehe, Marcusallee 11.  
Sein Sohn Hermann Krages verlegte seinen Wohnsitz nach Chur in die Schweiz, verlor bei Aktienspekulationen und geriet auch mit dem Unternehmen in finanzielle Schwierigkeiten, das jedoch mit Bankhilfen überlebte. Ein Sohn aus zweiter Ehe war der Rennfahrer Louis Krages (1949–2001).
Ehrungen
- Die Louis-Krages-Straße in Bremen beim Industriehafen trägt seinen Namen.